# Derailed (2005)
Derailed (bra: Fora de Rumo; prt: Pecado Capital) é um filme anglo-norte-americano, de género suspense, lançado em 2005, baseado no romance de mesmo nome de James Siegel. O filme é dirigido por Mikael Håfström e estrelado por Clive Owen, Jennifer Aniston, Vincent Cassel, Giancarlo Esposito, David Morrissey, RZA e Xzibit. Este foi também o primeiro filme a ser lançado pela The Weinstein Company, nos Estados Unidos. O filme é ambientado em Chicago.

## Sinopse
O casamento do executivo de publicidade Charles Schine com sua esposa Deanna está se deteriorando, e sua filha, Amy, sofre de diabetes, exigindo medicação cara. A história de Charles está sendo escrita por um homem em uma cela de prisão.
Em um trem, Charles inicia uma conversa com Lucinda Harris, uma mulher sedutora que é consultora financeira casada. Os dois mostram uns aos outros fotografias de suas respectivas filhas. Uma atração mútua se desenvolve, e os dois começam a se encontrar freqüentemente. Em última análise, eles decidem consumar seu caso e acabam em um hotel decadente. Um homem armado - mais tarde identificado como Philippe LaRoche - irrompe no quarto do hotel, bate Charles e brutalmente estupra Lucinda. Charles e Lucinda, não querendo que seus cônjuges tomem conhecimento do caso, concordam em não denunciar o crime. Pouco depois, LaRoche entra em contato com Charles, ameaça matar sua família e o chantageia para que lhe pague US$ 20,000. Um mês depois, LaRoche liga novamente, desta vez exigindo US$ 100,000.
Charles explica sua situação a seu amigo Winston, um ex-presidiário que trabalha como reparador em seu prédio. Winston concorda em assustar LaRoche por dez por cento do pagamento. Charles rouba $10,000 de sua empresa e ele e Winston conspiram para obter a gota em LaRoche em seu local de reunião especificado. No entanto, LaRoche os surpreende, mata Winston e recebe o pagamento de Winston. Charles descarta o corpo de Winston e dá um falso álibi quando é interrogado sobre o assassinato pelo detetive Franklin Church, que também é parente próximo de Winston. Mais tarde, Charles recebe um telefonema de LaRoche; ele está mantendo Lucinda refém e vai matá-la se ele não entregar os $100,000. Charles pega o dinheiro de uma conta destinada ao tratamento médico de sua filha e faz o pagamento para LaRoche e seu parceiro Dexter,
O detetive Church questiona Charles novamente depois de descobrir sua amizade com Winston, colocando uma pressão crescente sobre Charles para esclarecer a chantagem. Primeiro, ele vai à companhia de Lucinda para avisá-la e é apresentado à verdadeira Lucinda Harris. A mulher que ele conheceu no trem é Jane, uma temporária que havia trabalhado lá brevemente. Ele vai ao apartamento de Jane; está realmente no processo de ser alugado. Vendo que a foto de Jane da filha dela era na verdade um recorte de uma foto de estoque em um folheto, ele percebe que Jane estava no golpe.
Charles rastreia Jane e a vê beijando LaRoche, e depois a observa seduzindo Sam Griffin, outro empresário desavisado. Ele aluga um quarto no mesmo hotel decadente de antes e espera que Jane prenda seu alvo e traga Sam para um quarto de hotel. Determinado a recuperar seu dinheiro roubado, Charles derruba LaRoche inconsciente do lado de fora da porta do quarto do hotel, desarma-o e revela a Sam o esquema que Jane estava prestes a prepará-lo. Dexter chega para apoiar LaRoche e um tiroteio segue; apenas sobrevivem LaRoche e Charles, que observa Jane morrer, retorna ao seu quarto e convence a polícia de que ele é apenas uma testemunha. Antes de sair do hotel, Charles pede sua mala e devolve o dinheiro para os tratamentos de sua filha.
Mais tarde, o chefe de Charles, Eliot, confronta-o com os $10,000 que ele desviou quando pagou Winston. Ele é preso por roubar da empresa e condenado a seis meses de serviço comunitário, ensinando em uma prisão. Durante uma de suas aulas, ele se depara com a história sobre ele escrita em um dos jornais dos alunos. O escritor instrui-o a ir para a lavanderia. Lá, Charles encontra LaRoche, que sobreviveu ao tiroteio. LaRoche ameaça continuar a atrapalhar a vida de Charles, mas Charles revela que planejou o encontro. Ele apunhala LaRoche até a morte com uma haste que Winston lhe dera.
Charles se afasta do encontro alegando ao Detective Church que LaRoche o atacou e ele reagiu em legítima defesa. Church tem quase certeza que a morte de LaRoche foi um assassinato premeditado. No entanto, ele juntou os crimes de LaRoche e não está inclinado a buscar justiça para o assassino de Winston; em vez disso, ele permite que Charles volte para sua família.

## Elenco
- Clive Owen como Charles Schine
- Jennifer Aniston como Lucinda Harris/Jane
- Vincent Cassel como Philippe LaRoche
- Melissa George como Deanna Schine
- Giancarlo Esposito como Detective Franklin Church
- RZA como Winston Boyko
- Xzibit como Dexter
- Addison Timlin como Amy Schine
- Tom Conti como Eliot Firth
- Rachael Blake como Susan Davis
- Denis O'Hare como advogado Jerry
- Georgina Chapman como Candy
- David Morrissey como Sam Griffin
- David Oyelowo como oficial de patrulha
- Danny McCarthy como oficial correcional Hank
- Ortis Deley como policial
- Richard Leaf como funcionário Ray
- Catherine McCord como recepcionista Avery

## Recepção

### Bilheteria
Derailed foi lançado em 2,443 cinemas para um fim de semana de abertura de US$ 12,211,986. O filme arrecadou US$ 36,024,076 nas bilheterias locais e US$ 21,455,000 em outros países, resultando em um total de US$ 57,479,076.

### Resposta da crítica
Derailed recebeu em sua maioria críticas negativas e tem uma pontuação "rotten" de 20% em Rotten Tomatoes com base em 125 avaliações com uma classificação média de 4.6 de 10. Roger Ebert, do Chicago Sun Times premiou os filmes de duas estrelas e meio de quatro estrelas e acredita que performances de Owen e Aniston eram intrigantes. Ebert disse: "Clive Owen era meu candidato a James Bond, e pode interpretar um cafajeste duro e cruel (vejam Closer), mas aqui ele está quieto e triste, com uma espécie de passividade. Ele deixa seu rosto relaxar na aceitação de sua própria má sorte. Jennifer Aniston faz essa coisa interessante de não ser um sexpot estereotipado, mas ser irresistivelmente intrigante. Isso funciona com um homem como Charles. Casado, endividado, preocupado com sua filha e seu trabalho, ele seria imune a uma puta sexy."

## Trilha sonora
O álbum Soundtrack está em Wu Music & 36 Chambers Records.
1. "Johnny" - Rular Rah
2. "I Love You" - Thea Van Seijen
3. "Sabotage" - Maurice Featuring HottWheelz
4. "Winston's Theme" (Orquestral) - Edward Shearmur
5. "50 Ways To Leave Your Lover" - Grayson Hill
6. "Really Want None" - Free Murda
7. "I'm Sorry" - Maurice
8. "Charles' Theme" (Orquestral) - Edward Shearmur
9. "Better Man" - Maurice
10. "My Love" - Thea Van Seijen
11. "Better Man" (Guitar Remix) - Maurice
12. "Trouble" (Vídeo para a canção pode ser visto e ouvido tocando no fundo de uma cena quando Charles Schine está ajudando sua filha a estudar) - Pink

A faixa que toca durante o trailer é chamado Offshore, por Chicane
A trilha no início do trailer é realmente chamado "Breathe Me" por Sia Furler

## Remakes
O filme foi refeito na Índia como The Train e uma adaptação cinematográfica no Sri Lanka intitulada Dakina Dakina Mal.
Em 2010, o filme foi refeito em Gana pelo cineasta Frank Rajah Arase como Temptation. É estrelado por Majid Michel e Frank Artus.
Também um filme indiano Pachaikili Muthucharam foi adaptado do livro.